# Райзінг Стар (печера)
Печерна система Райзінг Стар (англ. Rising Star, також відома як Вестмінстер/Westminster або Імпайр/Empire, у текстах українською іноді зветься за буквальним перекладом: Висхідна зірка) розташована в доломітових горах Малмані, у долині річки Блубанк в Південній Африці, в місцевості відомій у ПАР як Колиска людства, приблизно у 800 метрах (за іншими даними 2,2 км) на південний захід від іншої знаменитої печери, Сварткранс, визнаної ЮНЕСКО об'єктом Світової спадщини. З 2013 року в доти не дослідженій камері печери, що отримала назву Діналеді, почали знаходити скам’янілі рештки гомінін, які у 2015 році були описані під назвою Homo naledi.

## Назви частин печерного комплексу

Частина комплексу Райзінг Стар у розрізі (схематично)

У 1980-х роках назви Імпайр, Вестмінстер і Райзінг Стар використовувалися як синоніми щодо відомої на той момент частини печерного комплексу. (Рис.2 на ст.7 у статті Джона Хоукса і співавторів містить докладну схему шахт і камер Райзінг Стар.)
До камери Dragon's Back (Спина Дракона) веде 10-метрова шахта, що називається Superman's Crawl (лаз Супермена), оскільки більшість людей можуть пройти, лише тримаючи одну руку щільно до тіла, а іншу витягнувши над головою, подібно до Супермена в польоті. Назву ця камера отримала через уламок скелі (діам. 15 м), що колись обвалився в печеру від її склепіння і по якому, як по шпичастій спині чудовиська, дослідники мусять дертися далі.
Наступна, розвідана вже в 2013 році, камера Dinaledi відділена ще однією вузькою шахтою протяжністю 12 м і шириною всього 20 см. Топонім камера Діналеді (що включає слово «зірки» мовою сото) і назва виду, наледі (на сесото означає «зірка»), були присвоєні членами експедиції, пов'язуючи нововідкритий вид і розташування камери в печерному комплексі Райзінг Стар.
Остання розвідана палеоантропологами камера печерного комплексу, Lesedi (Світло мовою сото, хоча денне світло туди потрапити не може і, згідно з дослідженнями, не потрапляло і в часи Гомо наледі), відкрита експедицією Лі Бергера в перший сезон розкопок в листопаді 2013 р. Вона сполучена з Діналеді через ряд камер і шахт.

## Історія досліджень
Вражаючі розміри печери та відносна близькість до Йоганнесбургу зумовили інтерес до неї спелеологів, які бували там з 1960-х років з дослідницькою та рекреаційною метою.
Печера була досліджена в 1980-х роках Клубом спелеологічних досліджень (SEC), місцевим відділенням Південноафриканської спелеологічної асоціації (SASA).

### Відкриття скам'янілостей у камері Діналеді

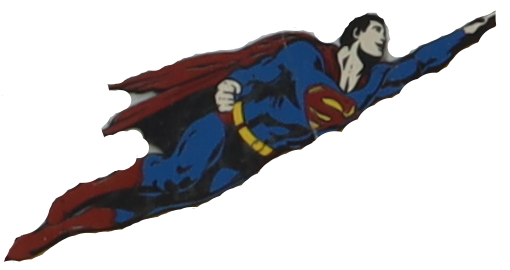
Приблизно в такій позі дослідники Райзінг Стар мають долати 10-метрову шахту на шляху до камери Діналеді

13 вересня 2013 року, досліджуючи печерну систему Райзінг Стар, спелеологи Рік Хантер (англ. Rick Hunter) і Стівен Такер (англ. Steven Tucker) з Клубу спелеологічних досліджень (SEC) знайшли вузьку, вертикально орієнтовану шахту, «димову трубу» розміром 12 м завдовжки із середньою шириною 20 см. За нею Хантер виявив камеру, що розташована на глибині 30 м від рівня входу (U.W.101 або UW-101 за номенклатурою Університету "Вітс", камера Діналеді), її поверхня була всіяна кістками. 1 жовтня фотографії з того місця були показані Педро Бошоффу і Лі Бергеру, вченим Вітватерсрандського Університету (відомий також як "Вітс").
Розташування кісток, а також кілька оглядових кілочків свідчать про те, що «хтось уже був там» кілька десятиліть тому.
Це наштовхнуло дослідників на думку, що кістки могли належати спелеологу, який потрапив у камеру раніше і не зміг вийти з неї живим.

### Розкопки 2013 та 2014 років
Лі Бергер, який на той момент був зайнятий дослідженням решток відкритого ним австралопітека седіба у місцевості Малапа, зрозумів важливість знахідки і організував експедицію в Райзінг Стар, яка почалася 7 листопада 2013 року. Експедицію фінансували Національний дослідницький фонд Південної Африки і Національне географічне товариство.

З огляду на важкодоступність камери Діналеді, Бергер оголосив кастинг і залучив шість палеоантропологинь, які мали достатню підготовку і могли пройти крізь отвір лише 18 см завширшки (найвужча ділянка на шляху до Діналеді). Це Ханна Морріс, Марина Елліотт, Бекка Пейксотто, Алія Гуртов, Ліндсей Івз та Елен Фойеррігель. Вони отримали прізвисько підземних астронавток.

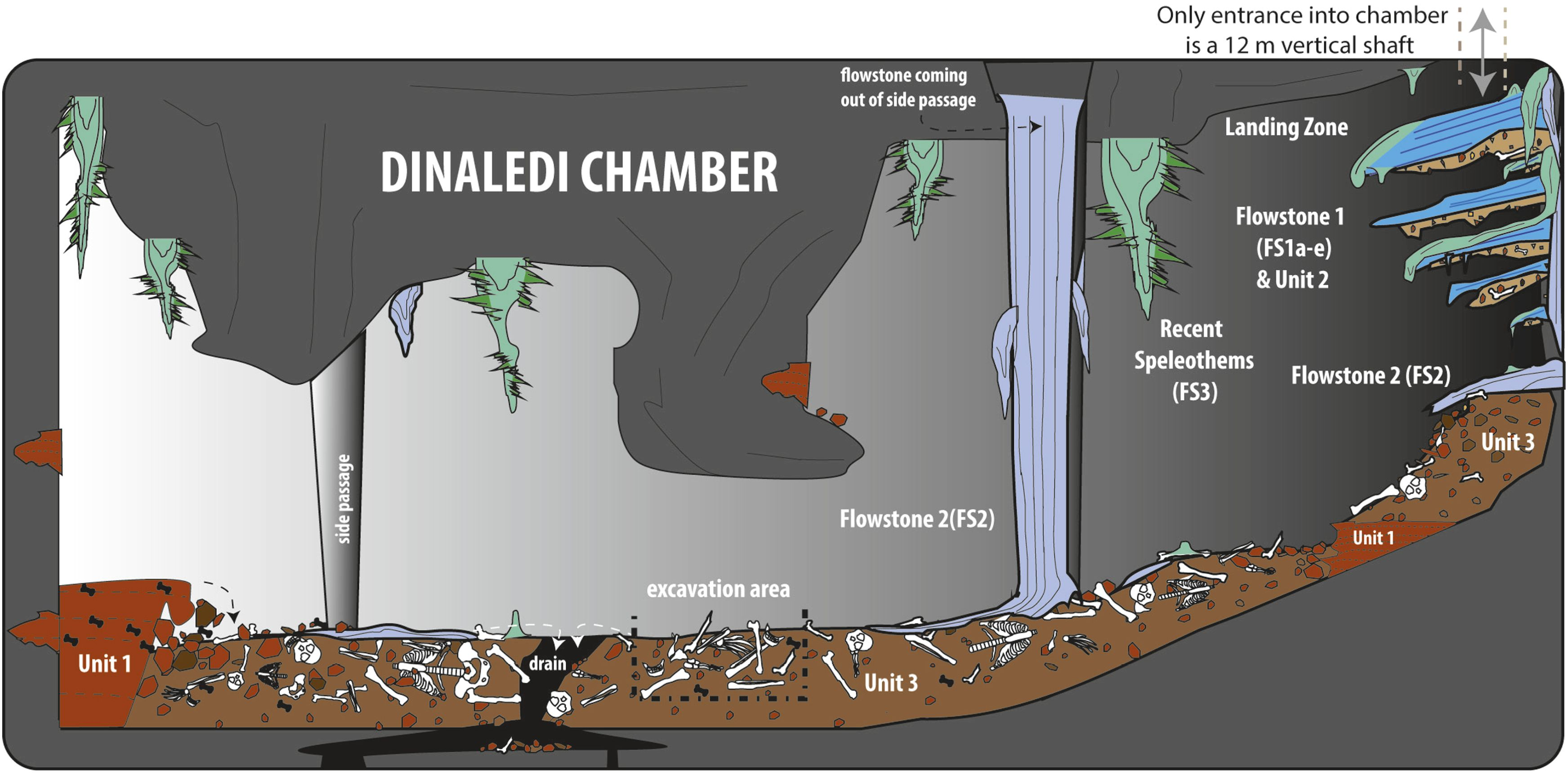
Схематичний вигляд камери Діналеді з рештками, заглибленими в глинисті відкладення, і "напливами", що частково перекривають дно печери

Камера Діналеді була частково розкопана цими шістьма учасницями експедиції протягом листопада 2013 року. У листопаді 2013 року знайдено та каталогізовано понад 1200 викопних решток, що представляють принаймні десяток індивідуумів. Станом на літо 2014 року в печері не були виявлені лише 20 із 206 кісток людського тіла. До квітня 2014 року знайдено 1754 кісткових фрагментів.
Пошарове розміщення кісток у насичених глинами відкладеннях свідчить про те, що вони накопичувалися протягом тривалого періоду часу, можливо, століть.
20 лютого 2014 року Рік Хантер, Лі Бергер, Джон Хоукс, Алія Гуртов і Педро Бошофф повернулися до Райзінг Стар, щоб оцінити друге потенційне місце розкопок. Позначене як UW-102 (або U.W.102, також відоме як камера Леседі), воно знайдене спелеологами Ріком Хантером і Стівом Такером в останній день першої експедиції. Обмежені розкопки почалися в квітні 2014 року. Там знайдені фрагменти ще принаймні трьох кістяків (дорослі і дитячий).
Станом на вересень 2015 знайдені скам'янілі рештки принаймні 15 індивідів — старих, молодих і дітей. Близько 300 фрагментів кісток зібрані з поверхні камери Діналеді і ще 1250 з розкопу на ділянці 3 (див. схему камери). Рештки включають черепи, щелепи, ребра, зуби, майже повні набори кісток стопи, руки і внутрішнього вуха. Розкопано лише один квадратний метр печерної камери; інші рештки все ще можуть бути там. Це найбільша за кількістю кісткового матеріалу знахідка для палеоліту в Південній Африці і одна з найбільших пам'яток цієї епохи в світі.
Семінар, присвячений знахідці, за участю 54 місцевих і міжнародних вчених відбувся в травні 2014 року в Університеті Вітватерсранда. Ще майже півтора роки кропіткого аналізу передували публікації 10 вересня 2015 року, в якій скам'янілості були оприлюднені та названі Homo naledi.
15 часткових скелетів, знайдених у невеликій підземній камері, сильно звужують коло припущень щодо обставин їхнього походження. Палеоантрополог Джон Д. Хоукс з Університету Вісконсину у Медісоні, який є членом команди, заявив наступне. Наукові факти свідчать про те, що всі знайдені в печері кістки є рештками гомінін (за винятком кісток однієї сови), не мають слідів хижацтва, як немає і хижаків, які б у такий спосіб накопичували б лише рештки гомінін; кістки там не з'явилися одномоментно. Немає доказів того, що каміння чи осад падали в печеру з будь-якого отвору на поверхні; немає доказів того, що вода затікала в печеру, заносячи в неї кістки.
Хоукс веде до висновку, що найкращою гіпотезою є навмисне поховання в печері цих решток іншими представниками виду. Бергер та співавтори припускають, що «ці люди були здатні до ритуальної поведінки». Вони припускають, що розміщення мертвих тіл у печері було ритуальною поведінкою, ознакою символічного мислення. «Ритуал» тут означає навмисну та повторювану практику (утилізація мертвих тіл у печері), а не якийсь тип релігійного ритуалу. Їхня гіпотеза була піддана критиці через її малоймовірність і недостатню доведеність. Так само сумнівними видаються твердження про використання вогню представниками Гомо наледі та згадки про їхнє мистецтво. Викликає суперечки і датування знахідок.

### Датування
Геологи підрахували, що печера, в якій виявлені скам’янілості, не старша за три мільйони років, а вік кам’яних напливів, що частково перекрили скам’янілі рештки, оцінили від 236000 до 414000 років тому.

Дослідження, яке включало статистичну реконструкцію еволюційних дерев гомінін на основі вимірювань черепа та зубів, спочатку показало, що найбільш ймовірний вік H. naledi — 912 тисяч років тому. Втім, поточна оцінка сильно відрізняється від початкової:
Вік решток Гомо наледі з камери Діналеді виявився надзвичайно "молодим". Гомо наледі, вперше описані у статті в вересні 2015 року, жили близько 335—236 тисяч років тому. Таким чином ці примітивні гомініни з маленькими черепами цілком можливо співіснували в часі й просторі з представниками Homo sapiens.
Оригінальний текст (англ.)
The age of the original Homo naledi remains from the Dinaledi Chamber has been revealed to be startlingly young in age. Homo naledi, which was first announced in September 2015, was alive sometime between 335 and 236 thousand years ago. This places this population of primitive small-brained hominins at a time and place that it is likely they lived alongside Homo sapiens.'— Wits University 9 May 2017
Скам'янілості камери Діналеді з віком можливо лише 236000 років, з примітивним за розмірами та будовою ендокраном і ознаками розвиненого дереволазання виглядають як дивний анахронізм, адже в цей час у Південній Африці вже жили люди з набагато більшим мозком і практично сучасною зовнішністю.

## Підсумки роботи
Пройшло майже 10 років від моменту відкриття і протягом цього часу команда дослідників Райзинг Стар публікували мозаїчні статті про ті чи інші нюанси анатомії нововідкритого виду. І лише напочатку літа 2023 з'явилася одразу серія препринтів з найбільш очікуваними результатами. Одночасно з препринтами підсумкових статей досліджень у Райзінг Стар Netflix показав документальний фільм Unknown: Cave of Bones (Невідоме: Печера кісток), в якому в популярній формі розказана історія відкриття Гомо наледі та точка зору авторів. В той же час наукова спільнота відгукнулась на згадані підсумкові публікації розгромними колективними рецензіями. Лі Бергера та співавторів звинувачують у поширенні сенсаційних висновків, що недостатньо підкріплені доказами.

## Геологія
Печерна система Райзінг Стар розташована в долині річки Блубанк і має площу 250 × 150 м нанесених на карту проходів у ядрі відкритої складки, що полого опускається на захід (17°), і стратиграфічно прив’язана до 15–20-метрового строматолітового доломітового горизонту в нижніх частинах формації Монте-Крісто. Цей доломітовий горизонт в основному вільний від кремнію, але містить п'ять тонких (<10 см) шарів, які використовуються як маркери для оцінки відносного розташування камер в системі. Висота над рівнем моря — 1450 м для підлоги камери Діналеді. 